# Relaciones Corea del Norte-Cuba
Las relaciones Corea del Norte-Cuba se refiere a las relaciones bilaterales entre Cuba y Corea del Norte. Cuba mantiene relaciones diplomáticas con Corea del Norte desde el 29 de agosto de 1960. Cuba mantiene una embajada en Pionyang y Corea del Norte mantiene una embajada en La Habana.

## Historia
Cuba ha sido uno de los aliados más consistentes de Corea del Norte. Los medios de comunicación de Corea del Norte retratan a los cubanos como camaradas en la causa común del socialismo. Durante la Guerra Fría, Corea del Norte y Cuba forjaron un vínculo de solidaridad basado en sus posiciones militantes que se oponían al poder estadounidense.
Che Guevara, entonces ministro del gobierno cubano, visitó Corea del Norte en 1960 y lo proclamó un modelo para que Cuba lo siguiera. En 1968, Raúl Castro declaró que sus opiniones eran "completamente idénticas en todo". El líder cubano Fidel Castro visitó el país norcoreano en 1986. Cuba fue uno de los pocos países que mostraron solidaridad con Corea del Norte al boicotear los Juegos Olímpicos de Seúl en 1988.
En 2013, un buque norcoreano, la "Chong Chon Gang", fue buscado mientras viajaba por el Canal de Panamá y se encontró que llevaba armas de Cuba, aparentemente para ser reparado en Corea del Norte y devuelto. La nave fue devuelta más tarde al gobierno norcoreano.
En enero de 2016, Corea del Norte y Cuba establecieron un sistema de intercambio comercial. También en 2016, el Partido de los Trabajadores de Corea y el Partido Comunista de Cuba se reunieron para discutir el fortalecimiento de los lazos. Después de la muerte de Fidel Castro en 2016, el gobierno norcoreano declaró un período de duelo de tres días y envió una delegación oficial a su funeral. 
El líder norcoreano Kim Jong-un visitó la embajada de Cuba en Pionyang para presentar sus respetos.
En noviembre de 2018, el nuevo presidente de Cuba, Miguel Díaz-Canel, acudió a Pionyang para reunirse por vez primera con el líder norcoreano, Kim Jong-un, "en un ambiente de camaradería y amistad", en donde acordaron estrechar la cooperación bilateral. Ambos dirigentes mantuvieron, entre otras cosas, un encuentro a solas en el que abogaron por una "mayor expansión y desarrollo de la cooperación y los intercambios en varios campos, como economía, cultura, sanidad pública, ciencia y tecnología, para satisfacer intereses comunes". Kim y Díaz-Canel rubricaron su apoyo y solidaridad recíproca, al tiempo que intercambiaron puntos de vista sobre temas de interés común y sobre la situación internacional.